# Numakulla
Dans la mythologie aborigène, les Numakulla (ou Numbakulla) sont les deux dieux du ciel qui créèrent tout vie sur Terre, dont les humains, à partir des Inapertwa. Après cela, ils se transformèrent en lézards. Les Numakulla sont parfois décrit comme une divinité duale, plutôt que comme deux divinités distinctes.